# Sri Lankas flag
Sri Lankas flag har i midten en guldløve, som holder et sværd. I flagets side mod stangen findes en grøn og en orange stribe, og det er indrammet af en gul bort. Flaget blev indført som Sri Lankas nationalflag i 1948.
| Flag | Spire Denne artikel om flag eller vexillologi er en spire som bør udbygges. Du er velkommen til at hjælpe Wikipedia ved at udvide den. |